# Clos du Marquis
 (mars 2008).
Si vous disposez d'ouvrages ou d'articles de référence ou si vous connaissez des sites web de qualité traitant du thème abordé ici, merci de compléter l'article en donnant les références utiles à sa vérifiabilité et en les liant à la section « Notes et références ».
Le Clos du Marquis est un vin de Bordeaux appartenant au vignoble de Saint-Julien (dans le vignoble du Médoc).

## Historique
La marque Clos du Marquis fut créée à la fin du XIXe siècle par Théophile Skawinski, administrateur du Château Las Cases, trisaïeul de l'actuel administrateur, Jean-Hubert Delon.
Des bordereaux de courtiers attestent de son utilisation régulière dès le début du XXe siècle.
Cette marque trouve son origine dans le petit « Clos » attenant au Château Léoville, à l'époque demeure du marquis de Las Cases, situé à l'entrée du bourg de Saint-Julien-Beychevelle, à droite en venant de Beychevelle et en direction de Pauillac.
À l'époque, la création de cette marque permettait de soutenir le niveau de qualité du grand vin de Léoville du marquis de Las Cases. C'était en quelque sorte une anticipation de la notion de second vin (apparue près d'un siècle plus tard à partir des années 1980).
Pendant longtemps, soit parce que l'on était moins exigeant sur la qualité du grand vin, soit en conséquence de plantations de vignes trop jeunes pour produire des vins suffisamment constitués pour entrer dans le grand vin, le Clos du Marquis fut effectivement un second vin. Cependant, au fil des générations, une sélection parcellaire rigoureuse du domaine de Léoville Las Cases fut mise en place, distinguant :
- d'une part les terroirs d'exception plantés pour l'essentiel dans le grand Clos de Las Cases à la sortie du bourg de Saint-Julien,
- d'autre part, les grands terroirs d'appellation Saint-Julien, implantés dans les extérieurs et le petit Clos.

Les vignes plantées sur les grands terroirs extérieurs produisent le Clos du Marquis et celles plantées sur les terroirs d'exception produisent le grand vin de Léoville du marquis de Las Cases.
Ainsi, le Clos du Marquis fut longtemps le deuxième vin de Léoville Las Cases. Il est maintenant, à peu près depuis le millésime 1989, un autre vin de Las Cases issu principalement des extérieurs, par opposition au grand Clos de Las Cases.
Le Clos du Marquis est donc l'expression d'un type de terroir de Saint-Julien entouré d'ailleurs de crus prestigieux, tels que Pichon Longueville Comtesse de Lalande, Léoville Poyferre, Léoville Barton, Lagrange, Talbot.

## Fabrication
Les techniques de viticulture, vinification, élevage et conditionnement appliquées au Clos du Marquis sont les mêmes que celles du grand vin.
L'élevage en barriques du Clos du Marquis est cependant d'une durée inférieure et dans une proportion de barrique neuve également inférieure, qui peut varier selon la qualité des millésimes.
Les cépages utilisés dans sa composition sont essentiellement le cabernet sauvignon, et dans des proportions décroissantes, le merlot, le cabernet franc et le petit verdot.
Les vins composant le Clos du Marquis font l'objet de sélections comme pour une marque principale ; les lots de vins de qualité insuffisante sont écartés de sa composition.
Il n'est donc pas rare, dans de beaux millésimes, de voir le Clos du Marquis au même niveau qualitatif que certains grands crus classés. À bien des égards, le Clos du Marquis est considéré comme le meilleur second vin de Bordeaux[réf. nécessaire].

## Qualités gustatives
Le vin, limpide, présente une robe rubis-pourpre soutenue aux reflets légèrement orangés.
Le nez, agréable, complexe et intense, exalte des arômes de cassis, mûre, kirsch, cèdre, sur un fond boisé.
La bouche, harmonieuse, se montre dès l'attaque élégante, avec en évolution : densité et richesse. Les tanins fins sont enrobés par une matière structurée, suave et élégante. Belle concentration et complexité aromatique dotées d'une finale persistante.[réf. nécessaire]